# Nevfel Cumart

Nevfel Cumart 2009

Nevfel Cumart (* 31. Mai 1964 in Lingenfeld) ist ein deutscher Schriftsteller, Referent, literarischer Übersetzer und Journalist. Seine Arbeit befasst sich häufig mit der Türkei.

## Werdegang
Nevfel Cumart wuchs in Stade auf und besuchte das dortige Vincent-Lübeck-Gymnasium. Nach dem Abitur 1984 absolvierte er eine Lehre als Zimmermann. Ab dem Wintersemester 1986/1987 studierte er Turkologie, Arabistik, Iranistik und Islamwissenschaft an der Otto-Friedrich-Universität Bamberg. Seit 1993 arbeitet er freiberuflich als Schriftsteller, Referent, Übersetzer und Journalist. Er lebt in Deutschland.
1983 erschien sein erster von inzwischen neunzehn Gedichtbänden. Er erhielt mehrere Preise und Auszeichnungen.
Neben Lyrikbänden veröffentlichte Cumart eine Sammlung mit Erzählungen, zahlreiche Prosabeiträge, Aufsätze und literarische Essays in diversen Anthologien und Fachpublikationen. Einige seiner Gedichte wurden ins Polnische, Russische, Dänische und Griechische übersetzt, zwei Gedichtbände erschienen zweisprachig in deutsch-englischer Ausgabe, zwei weitere in deutsch-türkischer Ausgabe.
Er übersetzte Werke türkischer Autoren u. a. von Yaşar Kemal, Aziz Nesin, Fazil Hüsnü Daglarca, Celil Oker und Yaşar Nuri Öztürk ins Deutsche.
Seit 1992 leitet Cumart die Literaturredaktion des Bamberger Stadtmagazins „Fränkische Nacht“ und ist freier Mitarbeiter im Feuilleton der Tageszeitungen „Fränkischer Tag“ und „Nürnberger Nachrichten“.
Er hält Vorträge und leitet Seminare über diverse türkeikundliche Themen, die Migration in Deutschland sowie über die Religion des Islams. Seine Lese- und Vortragsreisen führten ihn mehrfach ins Ausland (u. a. England, Irland, Türkei, Schweiz, Polen).
Seit 2017 ist er Dozent an der Akademie Faber-Castell in Stein bei Nürnberg. Er lehrt dort „Interkulturelle Kommunikation“ sowie „Literarisches Schreiben und Kulturjournalismus“.
Cumart ist 1. Vorsitzender der Neuen Gesellschaft für Literatur Erlangen e. V. (NGL), Mitglied im PEN-Zentrum Deutschland, in der europäischen Autorenvereinigung DIE KOGGE, im Rotary Club Bamberg-Domreiter und im Vorstand des Verbandes deutscher Schriftsteller (VS), Regionalgruppe Oberfranken. Er gehört dem Wissenschaftlichen Beirat der Georges-Anawati-Stiftung zur Förderung des interreligiösen und interkulturellen Dialogs an.

## Auszeichnungen
- Autorenförderung der Stadt Stade 1989
- Literatur-Förderpreis des Landes Rheinland-Pfalz 1992
- Autorenstipendium der Stadt Bamberg 1993
- Staatlicher Förderungspreis für Literatur des Landes Bayern 1995
- Aufenthaltsstipendium im Literarischen Colloquium Berlin (LCB) 1995 und 1996
- Übersetzerstipendium der Yamantürk Stiftung Istanbul 1998
- Kulturpreis Bayern der E.ON Bayern AG 2008
- Kulturpreis der Oberfrankenstiftung 2009
- Pax-Bank-Preis 2011 auf Vorschlag der Georges-Anawati-Stiftung
- Poetik-Professur der Leopold-Franzens-Universität Innsbruck 2012
- Bundesverdienstkreuz am Bande 2014
- „Künstler des Monats“ der Metropolregion Nürnberg 2016[2]
- "Writer in Residence", Deutsches Kulturzentrum Tampere und Goethe Institut Finnland[3]

## Werke

### Lyrik
- Im Spiegel. Järnecke Verlag, Stade 1983.
- Herz in der Schlinge. Törtel Verlag, Stade 1985.
- Ein Schmelztiegel im Flammenmeer. Dagyeli Verlag, Frankfurt 1988.
- Das ewige Wasser. Grupello Verlag, Düsseldorf 1990.
- Das Lachen bewahren. Grupello Verlag, Düsseldorf 1993.
- Ebedi Su. Eskisehir Universitätsverlag, Eskisehir 1995.
- Verwandlungen. Grupello Verlag, Düsseldorf 1995.
- Zwei Welten. Grupello Verlag, Düsseldorf 1996.
- Schlaftrunken die Sterne. Grupello Verlag, Düsseldorf 1997.
- Waves of time – Wellen der Zeit. Grupello Verlag, Düsseldorf 1998.
- Auf den Märchendächern. Grupello Verlag, Düsseldorf 1999.
- Ich pflanze Saatgut in Träume. Grupello Verlag, Düsseldorf 2000.
- Seelenbilder. Grupello Verlag, Düsseldorf 2001.
- Unterwegs zu Hause. Grupello Verlag, Düsseldorf 2003.
- Beyond Words – Jenseits der Worte. Grupello Verlag, Düsseldorf 2006.
- Dem Leben entgegen. Grupello Verlag, Düsseldorf 2009.
- Unter den Flügeln der Nacht. Grupello Verlag, Düsseldorf 2012.
- Feuerzunge. Grupello Verlag, Düsseldorf 2015.
- Wüstenakazie. Grupello Verlag, Düsseldorf 2015.
- Am Ende des Regenbogens. Grupello Verlag, Düsseldorf 2019.

### Erzählungen
- Hochzeit mit Hindernissen. Grupello Verlag, Düsseldorf 1998.

### Sachbuch
- Orient und Okzident: Die andere Geschichte. Herder Verlag 2017.

### Herausgeberschaft
- Generation 3000. DTV Verlag, München 1998.
- Steintaube – Tas Güvercin. Unionsverlag, Zürich 1998.
- Ein Haus aus Sternsteinen bauen. Spätlese Verlag, Nürnberg 2008.
- Die Farben der Fremde. Genniges Verlag, Bamberg 2009.
- Die Entdeckung der Worte. Genniges Verlag, Bamberg 2010.
- Strandgut. Genniges Verlag, Bamberg 2011.
- Windschatten der Stimmen. Genniges Verlag, Bamberg 2012.
- Jeder ist im Herzen Mensch. Genniges Verlag, Bamberg 2013.
- Zusammen und doch allein. Genniges Verlag, Bamberg 2014.
- Die Worte aber bleiben. Genniges Verlag, Bamberg 2015.

### Beiträge in Anthologien (Auswahl)
- Selbstporträt – Literatur in Franken. ars vivendi Verlag, Cadolzburg 1999.
- Fund im Sand. Delp Verlag, Bad Windsheim 2000.
- Sei amoll still und horch zu. Verlag Walter E. Keller, 2001.
- Lyrik lesen! Eine Bamberger Anthologie. Grupello Verlag, Düsseldorf 2000.
- Uns reichts! Ein Lesebuch gegen Rechts. Geest-Verlag, Ahlhorn 2001.
- Aller Menschen Würde. Verlag Sauerländer, Aarau 2001.
- Frei von Furcht und Not. Patmos Verlag, Ostfildern 2004.
- 30. Anthologie. Vetter-Verlag, Geldersheim 2007.
- Vom Zauber der Buchstaben. Omnibus Verlag, 2007.
- Ein Haus aus Sternsteinen bauen. Spätlese Verlag, 2008.
- Zeichen & Wunder. Perpetuum publishing Verlag, Bamberg 2011.
- Mitten in Deutschland. Herder Verlag, 2011.
- Rock Lyrik. DTV Verlag, München 2011.
- Mir gegenüber eins – Literarische Facetten. Frantz-Semmelroch Verlag, 2013.
- Du sollst Dir ein Bild machen. Verlag Bamberg liest, Bamberg 2015.

### Übersetzungen aus dem Türkischen
- Yasar Kemal: Der Baum des Narren. Roman. Unionsverlag, Zürich 1997.
- Fazil Hüsnü Daglarca: Steintaube – Tas Güvercin. Gedichte. Unionsverlag, Zürich 1998.
- Yasar Nuri Öztürk: 400 Fragen zum Islam – 400 Antworten. Grupello Verlag, Düsseldorf 2000.
- Yasar Kemal: Gut geflunkert, Zilo. Roman. Baobab Verlag, Zürich 2002.
- Yasar Nuri Öztürk: Rumi und die islamische Mystik: Über das Menschenbild im Islam. Grupello Verlag, Düsseldorf 2002.
- Celil Oker: Letzter Akt am Bosporus. Roman. Unionsverlag, Zürich 2004.
- Yasar Nuri Öztürk: Der verfälschte Islam. Grupello Verlag, Düsseldorf 2007.
- Celil Oker: Dunkle Geschäfte am Bosporus. Roman. Unionsverlag, Zürich 2008.
- M. Rami Ayas: Henna Gefärbte Felsen – Kinali Kayalar. Gedichte. Genniges Verlag, Bamberg 2011.